# Alicia Cahuiya
Alicia Cahuiya est une militante écologiste et une dirigeante du peuple autochtone Huaorani, en Équateur. Elle se signale en particulier dans la lutte contre l'exploitation pétrolière en Amazonie équatorienne. La notoriété acquise lors de ce combat lui vaut d'être incluse en 2023 par la BBC dans sa liste des « 100 femmes les plus influentes »,.

## Biographie

### Famille et enfance
Alicia Cahuiya naît dans les années 1970 dans le territoire intangible de la réserve de biosphère du Yasuni, à Ñoneno, non loin de la limite entre les provinces de Pastaza et d'Orellana. Sa grand-mère Waare, veuve du guerrier Itaca, l'a prénommée « Weya », c'est-à-dire « gardienne de la cascade ». Dans les années 1970, à l'apoque de  sa naissance, l'État équatorien ainsi que des compagnies pétrolières comme Texaco font intervenir le SIL International comme outil de médiation avec les communautés locales. Ces trois acteurs organisent le déplacement forcé des populations autochtones de certaines zones vers le « protectorat » de Tiweno afin de libérer les terres convoitées pour l'exploitation pétrolière.
Dans la coutume Huaorani, les mariages sont arrangés à des fins diplomatiques ou de pacification. Alicia Cahuiya est ainsi mariée dès l'âge de 12 ans à un homme nommé Nanto.

### Militantisme contre l'exploitation pétrolière
Sa trajectoire militante débute dans les années 2000 au sein d'organisations féminines. Elle améliore alors sa maîtrise de l'espagnol et se rend à plusieurs reprises à Quito pour faire connaître les effets pervers de l'exploitation pétrolière en Amazonie: déforestation, destruction de lieux sacrés et de sépultures. Tandis que certains dirigeants masculins de la nation Huaorani acceptaient de signer des accords avec des entreprises pétrolières ou devenaient des salariés de ces dernières (à l'instar du père d'Alicia Cahuiya), l'Amwae (Association des femmes Huaoranis de l'Amazonie équatorienne) offre aux femmes Huaorani un espace pour renforcer leur implication politique et leur autonomie économique.
Le 4 octobre 2013, malgré les pressions exercées par le président de la Nation Waorani, Moi Enomenga, Alicia Cahuiya prend la parole contre l'exploitation pétrolière devant l'Assemblée nationale à Quito:

« Sept entreprise pétrolières opèrent sur le territoire Huaorani, qui s'étend sur quatre provinces. Quels bénéfices en avons-nous retiré ? Nous sommes frappés encore plus qu'avant par la pauvreté ! (...) Nous, les peuples autochtones de la forêt, nous ne sommes pas le problème. Nous demandons le respect de notre territoire. (...) Ce territoire, les gouvernements successifs ne font que le diviser : zone intangible, parc Yasuní. Quel territoire nous reste-t-il à administrer, nous les Haorani ? »

— Alicia Cahuiya
Alicia Cahuiya participe aux mobilisations contre l'exploitation pétrolière dans le Parc national Yasuni, se mobilisant notamment en faveur du Oui au référendum d'août 2023 visant à mettre fin à l'exploitation pétrolière dans le Yasuni. Le Oui à cette consultation l'emporte avec 58,95% des suffrages,.

### Participation au mouvement indigène
L'implication d'Alicia Cahuiya dans le mouvement indigène en Équateur remonte à 1990, sa première visite à Quito dans le cadre du « premier soulèvement indigène » de l'Équateur, cette année là. Dès l'âge de 16 ans, elle s'implique dans l'ONHAE (Organisation de la Nationalité Huaorani de l'Amazonie Équatorienne). Face à l'exclusion des femmes du processus de décision dans cette organisation, fonde l'AMWAE (organisation des femmes Waorani de l'Équateur), dont elle devient la présidente. Elle devient en 2013 vice-présidente de la NAWE (Nationalité Amazonienne Waorani de l'Équateur).

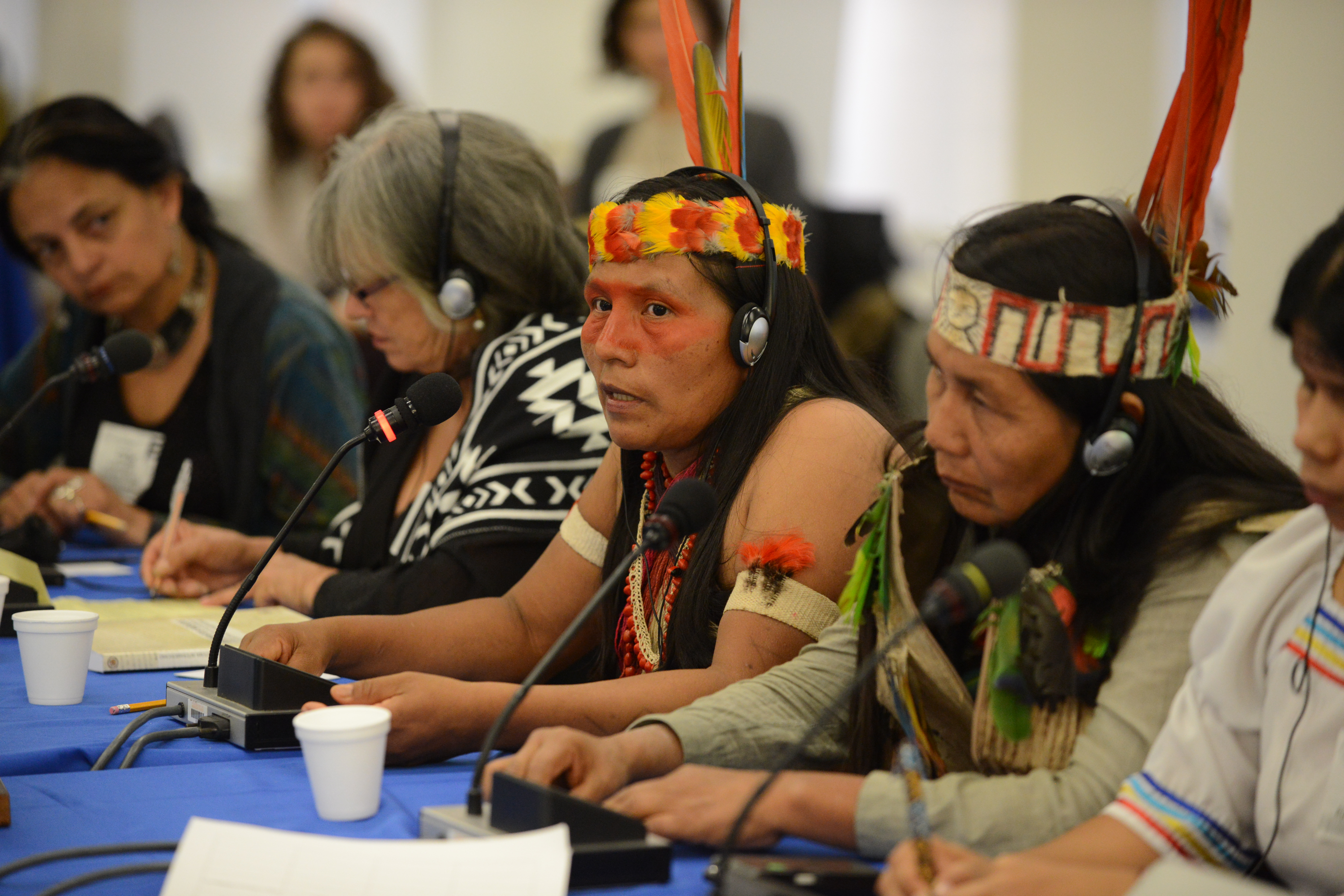
Alicia Cahuiya (au centre) lors de la session du 19 octobre 2015 de la CIDH.

En 2015, en compagnie de quatre autres militantes dont Patricia Gualinga et Margoth Escobar (es), Alicia Cahuiya témoigne à Washington DC devant la Commission interaméricaine des droits de l'homme contre le gouvernement de l'Équateur en en faveur de la défense de l'environnement et des droits des peuples indigènes dans le cadre d'une action menée par les ONG Acción Ecológica et EarthRights. 
En 2021, Alicia Cahuiya est choisie comme responsable « de la Femme et de la Famille » à la Confédération des nationalités indigènes de l'Équateur (CONAIE), organisation alors présidée par Leonidas Iza. Elle prend ses fonctions le 24 juillet de cette même année. À ce poste, elle projette d'informer les femmes sur leurs droits pour éradiquer les violences de genre dans les communautés autochtones. Elle veut également favoriser la prise de responsabilité par des femmes en Équateur et plus généralement en Amazonie.